# Баррейра-ду-Инферну (космодром)
Баррейра-Ду-Инферну  (порт. Centro de Lançamento da Barreira do Inferno; CLBI) — космодром бразильского космического агентства. Был создан в 1965 году, находится в городе Парнамирин, вблизи Натала, столицы штата Риу-Гранди-Ду-Норти. С 1965 по 2007 год с космодрома было совершено 233 успешных баллистических и суборбитальных запуска на высоту до 1100 км.
Осуществляет трекинг запусков с космодромов Алкантара и Куру.

## Запуски

Запуск ракеты «Черный Брандт» в 1973 году

Некоторые ракеты, запущенные с CLBI:
- Найк-Кейджинская
- Loki-Dart
- Nike-Cajun
- Orion-OLV
- Nike-Apache
- Aerobee 150
- Javelin
- Nike-Tomahawk
- Black Brant 4A
- Nike-Iroquois
- Boosted Dart
- Super Arcas
- Rocketsonde
- Black Brant 5C
- Black Brant 4B
- Paiute Tomahawk
- Castor Lance
- Black Brant 8B
- Sonda 3
- Skylark 12
- Cuckoo 4
- Nike Orion
- Sonda 4
- VLS-R1
- VS-30

### Запланированные
- Operação São Lourenço - ВС-40/SARA